# Martin Honert
Martin Honert (* 26. Mai 1953 in Bottrop) ist ein zeitgenössischer deutscher Künstler. In seinen Werken setzt sich Honert vor allem mit Erfahrungen aus der eigenen Kindheit auseinander. Ausgehend von Erinnerungen oder alten Fundstücken entstehen aufwändig gestaltete dreidimensionale Objekte. Untypisch für Künstler, deren Arbeiten in der Tradition des Readymade stehen, fertigt Honert seine Werke stets eigenhändig an.
Zwischen 1981 und 1988 studierte er an der Staatlichen Kunstakademie Düsseldorf, zuletzt in der Meisterklasse unter Fritz Schwegler. 1995 gestaltete er zusammen mit Katharina Fritsch und Thomas Ruff den deutschen Pavillon bei der Biennale in Venedig. 1998 erhielt er eine Professur an der Hochschule für Bildende Künste Dresden in der Fachklasse für Dreidimensionales Arbeiten, Schwerpunkt Plastik und Skulptur.
Martin Honert wird von der renommierten Matthew Marks Gallery in New York vertreten. Er lebt und arbeitet in Düsseldorf und Dresden.

## Ausstellungen

### Einzelausstellungen (Auswahl)
- 2016: Galerie Johnen, Berlin
- 2013: Martin Honert, Matthew Marks Gallery, New York
- 2013: Vancouver Art Gallery, Vancouver
- 2012: Martin Honert. Kinderkreuzzug, Hamburger Bahnhof - Museum für Gegenwart, Berlin
- 2010: Comma21: Martin Honert, Bloomberg Space, London
- 2009: Martin Honert: Schlafsaal, Galerie Gebr. Lehmann, Dresden
- 2007: Martin Honert, Matthew Marks Gallery, New York
- 2007: Martin Honert. Kunstpreis des Kuratoriums der Kunststoff-Industrie 2006 , Staatliche Kunstsammlungen, Kunsthalle im Lipsiusbau, Dresden
- 2006: Under Cover – aus dem Verborgenen: Berlinde de Bruyckere und Martin Honert, Kunsthalle Düsseldorf, Düsseldorf
- 2005: Konrad – von-Soest – Preis 2004, Landesmuseum für Kunst und Kulturgeschichte, Münster, Münster
- 2004: Martin Honert, Matthew Marks Gallery, New York
- 2004: Martin Honert: Mutprobe, DG Deutsche Gesellschaft für christliche Kunst München, München
- 2002: Martin Honert, Kunstverein Hannover, Hannover
- 2001: Martin Honert, Galerie Johnen&Schöttle, Köln (mit E.Havekost)
- 2000: Martin Honert, Galerie Gebr. Lehmann, Dresden
- 2000: Martin Honert: Mutprobe, Gemäldegalerie Neue Meister, Dresden
- 1999: Martin Honert, Matthew Marks Gallery, New York
- 1999: Martin Honert, Galerie Rüdiger Schöttle, München
- 1998: Martin Honert, Galerie Johnen & Schöttle, Köln
- 1997: Martin Honert: Fata Morgana, Museu d’Art Contemporani, Barcelona
- 1996: Zuspiel: Martin Honert und Stefan Hoderlein, Kunstverein Stuttgart, Stuttgart
- 1996: Martin Honert: Das Fliegende Klassenzimmer, Arnolfini Gallery, Bristol
- 1995: Martin Honert: Das Fliegende Klassenzimmer, Venedig Biennale Deutscher Pavillon (mit Katharina Fritsch und Thomas Ruff), Venedig (Katalog)
- 1994: École Nationale des Beaux-Arts, Bourges (Katalog)
- 1993: Martin Honert, Galleria Massimo de Carlo, Milano
- 1991: Martin Honert, Galerie Rüdiger Schöttle, München
- 1991: Peter Mertes Stipendium, Bonner Kunstverein (mit Pia Stadtbäumer), Bonn (Katalog)
- 1990: Martin Honert, Galerie Johnen + Schöttle, Köln

### Gruppenausstellungen (Auswahl)
- 2019: Freie Zimmer, Hugenottenhaus, Kassel
- 2018: Konstruktion der Welt: Kunst und Ökonomie, Kunsthalle Mannheim, Mannheim
- 2018: People, Deitch Projects, New York
- 2018: Architecture of Wandering, FRAC Centre Val de Loire, Orléans
- 2018: Grand Opening, Kunsthalle Mannheim, Mannheim
- 2017: Freimütig, Galerie Gebr. Lehmann, Dresden
- 2017: Schlaf. Eine produktive Zeitverschwendung, Museen Böttcherstraße, Bremen
- 2017: Einzigartig! Unika und Seltenheiten, Kupferstich-Kabinett, Staatliche Kunstsammlungen Dresden, Dresden
- 2016: ECHTZEIT Die Kunst der Langsamkeit, Kunstmuseum Bonn, Bonn
- 2015: Formes Biographiques, Carré d’Art–Musée d’art contemporain, Nîmes
- 2013: Im Fokus! Zeitgenössische Fotografie und Videokunst aus der Sammlung, Kunsthalle Bremen, Bremen
- 2011: Show up! Zuhause, MMK Museum für Moderne Kunst, Frankfurt/Main
- 2011: 20 Jahre Gegenwart, Museum für Moderne Kunst, Frankfurt/M.
- 2011: The Shape of Things to Come, Saatchi Gallery, London
- 2011: Von Engeln und Bengeln, Kunsthalle Krems, Krems
- 2011: Jeff Wall: The Crooked Path, Centre for Fine Arts, Brüssel
- 2010: The Promised Land, Albertinum, Dresden
- 2010: Parallele Schnittstelle, Galerie Gebr. Lehmann, Dresden
- 2010: New York: Katharina Fritsch, Robert Gober, Nan Goldin, Andreas Gursky, Martin Honert, Charles Ray, Terry Winters, Matthew Marks Gallery, New York
- 2009: 5 × 5 CASTELLÓ 09, D’Art Contemporani De Castelló, Castelló, Spanien
- 2008: pro figura, 10. Bautzener Herbstsalon 2008, Stadtmuseum Bautzen
- 2007: Summer Exhibition 2007, Royal Academy of Arts, London
- 2006: Schöne Neue Welt, Staatliche Kunstsammlungen, Dresden
- 2006: The Garden Party, Deitch Projets, New York
- 2005: Elements of Nature, La Cité De L’Énergie, Shawinigan, Québec, Canada
- 2005: Spielräume, Lehmbruck Museum, Duisburg
- 2005: Film. Ist und Als – ob in der Kunst, Staatliche Kunsthalle Baden-Baden
- 2005: Sammlung 2005 – Neupräsentation der Sammlung, K21, Kunstsammlung Nordrhein-Westfalen, Düsseldorf
- 2004: Die Zehn Gebote, Deutsches Hygienemuseum, Dresden
- 2004: 9.Triennale der Kleinplastik, Fellbach
- 2003: Animations, KunstWerke, Berlin
- 2003: Durchgehend geöffnet, Staatliche Kunsthalle, Baden – Baden
- 2003: Keep on looking Kunst Haus Dresden, Städtische Galerie für Gegenwartskunst, Dresden
- 2002: Fama: Vier Positionen zeitgenössischer Skulptur in Dresden, Kunst Haus Dresden, Städtische Galerie für Gegenwartskunst, Dresden
- 2002: Zwischenzeit, Museum für moderne Kunst (MMK), Frankfurt/M.
- 2002: Elke Denda, Martin Honert, Wolfgang Schlegel, Lindig in Paludetto, Nürnberg
- 2001: Monika Brandmeier, Ulrike Grossart, Martin Honert, Carl-Emmanuel Wolff, Museum für Moderne Kunst (MMK), Frankfurt/M.
- 2001: Köln Skulptur 3, Skulpturenpark Köln, Stiftung Dr. Stoffel, Köln
- 2001: Tenth Anniversary Exhibition, 100 Drawings and Photographs, Matthew Marks Gallery, New York
- 2000: Themenpark Human Kind, Expo 2000, Hannover
- 2000: Interventions, Milwaukee Art Museum, Milwaukee
- 1999: Szenenwechsel XVI, Museum für Moderne Kunst (MMK), Frankfurt/M.
- 1999: Von Beuys bis Cindy Sherman: Die Sammlung Lothar Schirmer, Kunsthalle Bremen, Bremen (Katalog)
- 1999: Zoom: Ansichten zur deutschen Gegenwartskunst, Sammlung Landesbank Baden-Württemberg, Forum und Galerie Landesbank Baden-Württemberg, Stuttgart; Galerie der Stadt Stuttgart; Galerie der Stadt Esslingen, Villa Merkel und Bahnwärterhaus, Esslingen; Württembergischer Kunstverein, Stuttgart; Städtisches Museum Abteiberg, Mönchengladbach; Kunsthalle zu Kiel, Kiel
- 1998: Szenenwechsel XIV, Museum für Moderne Kunst (MMK), Frankfurt/M.
- 1997:Drei Wege zum See, Kunstverein Klagenfurt, Österreich
- 1997: Young German Artists 2, Saatchi Gallery, London
- 1997: Szenenwechsel XII, Museum für Moderne Kunst, Frankfurt/M.
- 1996: The Book Is On The Table: Martin Honert, Collier Schorr, Tom Gidley, Entwistle Gallery, London
- 1996: Fondo, figura,y Iluvia, Galerie Antoni Estrany, Barcelona
- 1996: Elke Denda, Martin Honert: Zwei Editionen, Edition Opitz-Hoffmann, Bonn
- 1996: Views from Abroad, European Perspectives on American Art 2, Whitney Museum of American Art, New York
- 1995: Szenenwechsel VII, Museum für Moderne Kunst (MMK), Frankfurt/M
- 1995: Zimmerdenkmäler, Blumenstraße, Bochum
- 1995: German Art Now, Haines Gallery, San Francisco
- 1994: Jahresmuseum 1994, Kunsthaus Mürz, Mürzzuschlag (Katalog)
- 1994: Ecole Nationales des Beaux Arts de Bourges, Bourges (Katalog)
- 1994: Galerie Johnen & Schöttle, Köln (mit Elke Denda, Stefan Hablützel und Daniel Oates)
- 1993: Galleria Massimo de Carlo, Mailand
- 1993: Aperto, Venedig Biennale
- 1992: Double Identity, Galerie Johnen & Schöttle, Köln
- 1992: Biennale Sydney (Katalog)
- 1992: RENTA-Preis 1992, Kunsthalle Nürnberg in der Norishalle, Nürnberg
- 1991: Art conceptual des années 70 à aujourd’hui, Galerie R. Schöttle, Paris
- 1991: Anni Novanta, Galleria Comunale d’Arte Moderna, Bologna; Le Navi, Cattolica, Italien; and Musei Comunale, Rimini, Italien (Katalog)
- 1990: Carnet de Voyage, Fondation Cartier, Jouy-en-Josas, Frankreich (Katalog)

## Öffentliche Sammlungen
- Oktogon – Hochschule für Bildende Künste Dresden
- FRAC, Poitou-Charentes, Angoulême
- FRAC, Centre, Orleans
- Museum of Contemporary Art, Los Angeles
- The Saatchi Gallery, London
- Kunstfonds des Freistaates Sachsen, Staatliche Kunstsammlungen Dresden
- Staatsgalerie Stuttgart, Stuttgart

## Auszeichnungen
- 1993: Bremer Kunstpreis
- 2004: Konrad-von-Soest-Preis des Landschaftsverbandes Westfalen-Lippe